# Muras
Muras es un municipio español situado en el norte de la provincia de Lugo en Galicia. Pertenece a la comarca de Terra Cha. 
La distancia en tiempo a los núcleos urbanos próximos como Ferrol, La Coruña o Lugo no excede de la hora en automóvil.

## Etimología
Posiblemente derive de "Murias", plural del latín muria 'conjunto de muros'.[cita requerida]
Tampoco puede descartarse un origen en la voz prerromana *mor(a), postulada por Hubschmid con el valor ‘montón’.[cita requerida]

## Geografía humana

### Organización territorial
El municipio está formado por ciento noventa y ocho entidades de población distribuidas en ocho parroquias:
- Ambosores (Santa María)
- Balsa[3] (Santa María)[2][4]
- Burgo[3] (Santa María)[2][4]
- Irijoa[3]
- Muras (San Pedro)
- Silán (San Esteban)[2]
- Sixto[3] (Santa María)[2][4]
- Viveiro[3]

### Demografía
Cuenta con una población de 600 habitantes (INE 2024).
| Gráfica de evolución demográfica de Muras entre 1842 y 2021                                                           |
| |
| Población de derecho según los censos de población del INE. Población de hecho según los censos de población del INE. |

### Economía
La economía del municipio depende en gran medida de los sectores agrícola e industrial, destacando la aportación de las empresas: Plásticos Ferro SL, Hypor España G P SA, Técnica de Envases Pesqueros TEP SA, ER2 envasado con retorno y reutilización SA, y Trans Gra-Mur SL.
Un sector de implantación en esta zona, es el de la producción de energía eólica, con importantes inversiones de las empresas: Iberdrola, Acciona, Ecyr y Norvento, lo que supone el aprovechamiento que tiene Muras en la actividad de las energías renovables.
También son importantes los ingresos económicos procedentes del empleo ofertado por los municipios limítrofes: la industria de Puentes de García Rodríguez, y los servicios de Villalba y Vivero.

## Climatología
Muras se caracteriza por la suavidad y la pluviosidad, como corresponde al clima oceánico, los veranos son cómodos, los inviernos son largos, lluviosos y muy fríos y está parcialmente nublado durante todo el año. La temperatura generalmente varía de 2 °C a 21 °C y rara vez baja a menos de -3 °C o sube a más de 25 °C.
| Parámetros climáticos promedio de Muras | Parámetros climáticos promedio de Muras | Parámetros climáticos promedio de Muras | Parámetros climáticos promedio de Muras | Parámetros climáticos promedio de Muras | Parámetros climáticos promedio de Muras | Parámetros climáticos promedio de Muras | Parámetros climáticos promedio de Muras | Parámetros climáticos promedio de Muras | Parámetros climáticos promedio de Muras | Parámetros climáticos promedio de Muras | Parámetros climáticos promedio de Muras | Parámetros climáticos promedio de Muras | Parámetros climáticos promedio de Muras |
| Mes                                     | Ene                                     | Feb                                     | Mar                                     | Abr                                     | May                                     | Jun                                     | Jul                                     | Ago                                     | Sep                                     | Oct                                     | Nov                                     | Dic                                     | Anual                                   |
| --------------------------------------- | --------------------------------------- | --------------------------------------- | --------------------------------------- | --------------------------------------- | --------------------------------------- | --------------------------------------- | --------------------------------------- | --------------------------------------- | --------------------------------------- | --------------------------------------- | --------------------------------------- | --------------------------------------- | --------------------------------------- |
| Temperatura máxima media (°C)           | 9                                       | 10                                      | 12                                      | 13                                      | 15                                      | 18                                      | 21                                      | 21                                      | 20                                      | 16                                      | 12                                      | 10                                      | 14,75                                   |
| Temperatura media diaria (°C)           | 6                                       | 6                                       | 7                                       | 9                                       | 11                                      | 14                                      | 16                                      | 16                                      | 15                                      | 11                                      | 8                                       | 6                                       | 10,42                                   |
| Temperatura mínima media (°C)           | 2                                       | 2                                       | 3                                       | 4                                       | 7                                       | 10                                      | 11                                      | 11                                      | 10                                      | 7                                       | 4                                       | 3                                       | 6,16                                    |
| Precipitaciones (mm)                    | 92,2                                    | 73,8                                    | 64,6                                    | 72,8                                    | 57,1                                    | 35,5                                    | 21,9                                    | 23,3                                    | 52,1                                    | 98,4                                    | 105,3                                   | 101,9                                   | '66,57                                  |
| Fuente: MeteoGalicia                    |                                         |                                         |                                         |                                         |                                         |                                         |                                         |                                         |                                         |                                         |                                         |                                         |                                         |

## Fechas imprescindibles

### Feira do Poldro e Gando do Monte
Feira de Interes Turístico Gallego.
Es una feria con  más de 30 años de tradición que se celebra el 4º Domingo de Septiembre, y en la que ganaderos, vecinos, visitantes... se dan cita en el Monte de A Gañidoira, a 700m sobre el nivel del mar. Podemos disfrutar de carreras de caballos, artesanía, concursos de ganado...

### Romaxe Artesá da Chaira
Se celebra en el mes de Mayo.
Comprometidos con nuestra tierra y nuestra gente, reinvindicamos las oportunidades de dar a conocer la vida en el rural, y más cuando se hace de manera sostenible.
En colaboración con la Asociación de Obradoiros Artesans da Terra Chá creamos esta Romaxe Artesá da Chaira con la misión de ayudar a mantener vivos nuestros oficios. Todos nuestros artesanos disponen del sello de Artesanía de Galicia.
Es un evento puramente familiar, pensado tanto para adultos como para los más pequeños, un escaparate de artesanía, juegos tradicionales, música, actividades como observación del cielo nocturno, catas, degustación de productos de la zona, foodtruks ...

### Trail das Bestas
Una vez al año desde  2017 se celebra en el mes de Julio o Trail das Bestas.
Las pruebas consisten en:
- Carrera larga de 43km
- Carrera media de 27km
- Andaina 14km

Cada año, aprovechamos también para acercar las estrellas y nuestro entorno organizando una Marcha Starlight.

### Feira do Mel de Montaña
Se celebra en el 3º fin de semana de Noviembre.
Consursos de calidad de la miel, degustaciones, puestos de artesanía y gastronomía, talleres para niños, música...
Todo esto e la parroquia de O Viveiró, lugar escogido para esta cita gastronómica bajo carpa para dar a conocer las 25 explotaciones apícolas dadas de alta. Donde podrás probar y comprar directamente de los productores.

## Patrimonio
El historiador romano Plinio el Viejo, situó en esta zona a los Egobarros Namarinos, parte de los pueblos celtas y preceltas que estaban en la división romana de los lucenses.
1.   Tenemos media docena de yacimientos del final del Paleolítico superior, cuando Galicia fue área de expansión del pueblo Auriñaciense (18.000 a 9.000 la.C).  El Abrigo de Vidal en el Bosque del Infierno y Chan de Cruz, en la  Sierra de O Xistral.
2.   De la cultura mesolítica conservamos una mámoa y dos medoñas en As Louseiras y O Burgo. Tenemos también referencias sobre esta época por los topónimos, como Chao de Medelas y Chao de Modia.
3.   El escritor gallego Emilio Pascual mantiene que por aquí llegaron griegos y fenicios, y el historiador romano Plinio el Viejo situó en esta zona a los Egobarros Namarinos, pueblos celtas y preceltas. Otras referencias sobre estos asentamientos son toponimia y  castros como Picheira, Paredes y Corrusco en O Xisto, Castro de Xalgaiz y Castro del Coto.
4.   De la Edad Media se sabe que tuvieron aquí casa familias descendientes de Mateo Fernández de Muras, compañero de armas de Don  Ramiro I, el Asturiano (842-850).
En 1391, el obispo de Mondoñedo arrendó a Juan Freire de Andrade la casa Torre de Muras, con tierras y sirvientes.
5.  En el siglo XIX vivimos cierta prosperidad industrial al ubicarse durante décadas una fábrica de Fundición de hierro, otra de vidrios y botellas y la hidroeléctrica “Electra-Muresa”.
6.   En 1908 llegó hasta la villa el primer automóvil-correo y hubo un resurgir cultural con el nacimiento en 1914, del periódico  “El Eco Murense” y, en 1915, del “Progreso Murés”.
7.  En los siglos XIX y XX muchos vecinos se fueron hacia Cuba y fruto de esa emigración nació “La Unión Murense de la Habana” en 1924, origen de una celebración que llega hasta nuestros días: la de la “ Virgen del Cobre”, patrona de la isla caribeña. En 1954 esta asociación compró una imagen que hizo el viaje hasta nuestra villa y, desde entonces, en junio celebramos las Fiestas de San Pedro y de la Virgen del Cobre .

### Mámoas y Castros
Entre las sepulturas megalíticas mantenemos una mámoa y dos medoñas (túmulos funerarios formados por piedras) en las Louseiras y en el Burgo. También hay restos de  castros en Xelgaiz, Castrillón, Coto, Picheira, Paredes, Carrusco, Castro Sol y fincas de la Medoña.

### Arquitectura Civil
A La Casa Fuerte de Muras hoy se le conoce como Fraga do Castelo: según algunos historiadores perteneció a los Condes de Lemos. Algunos de sus restos se encuentran en la casa rectoral de la parroquia y en los muros de casas particulares. En la feligresía de Silán se conserva un cuerpo de la casa de la Torre, datada en el siglo XV.

### Arquitectura Religiosa
En nuestras parroquias hay iglesias desde el siglo XII hasta el XVIII. Son una antología de elementos del arte románica, gótica, renacentista y barroca.

#### Iglesia de Santa María de A Balsa
Iglesia construida en el s. XII y finalizada en el XIII, situada en un paraje de incomparable belleza en plena "Sierra de O Xistral", no lejos del nacimiento del río Eume. Fabricada con mampostería de granito y cubierta con loseta, es de planta rectangular y consta de pórtico, nave rectangular, capilla mayor y sacristía pegada en cabecera. Tanto fachada como pórtico y capilla mayor datan del s. XVII. Frontis con puerta principal de arco adintelado. La espadaña se eleva sobre la sacristía, es de dos cuerpos y tres vanos y fecha del s. XVIII. Puerta lateral en el muro derecho con arco ojival del s. XIII visible desde el interior del edificio, pues lleva dintel exterior con inscripción: "Es iglesia de refugio". Destacan también en el exterior la imagen de piedra de Santa Bárbara del s. XVI en el pórtico y siete canecillos decorados de la primitiva construcción en el muro izquierdo. Interior: arco triunfal de medio punto, retablo mayor renacentista y retablos laterales barrocos, con tallas.

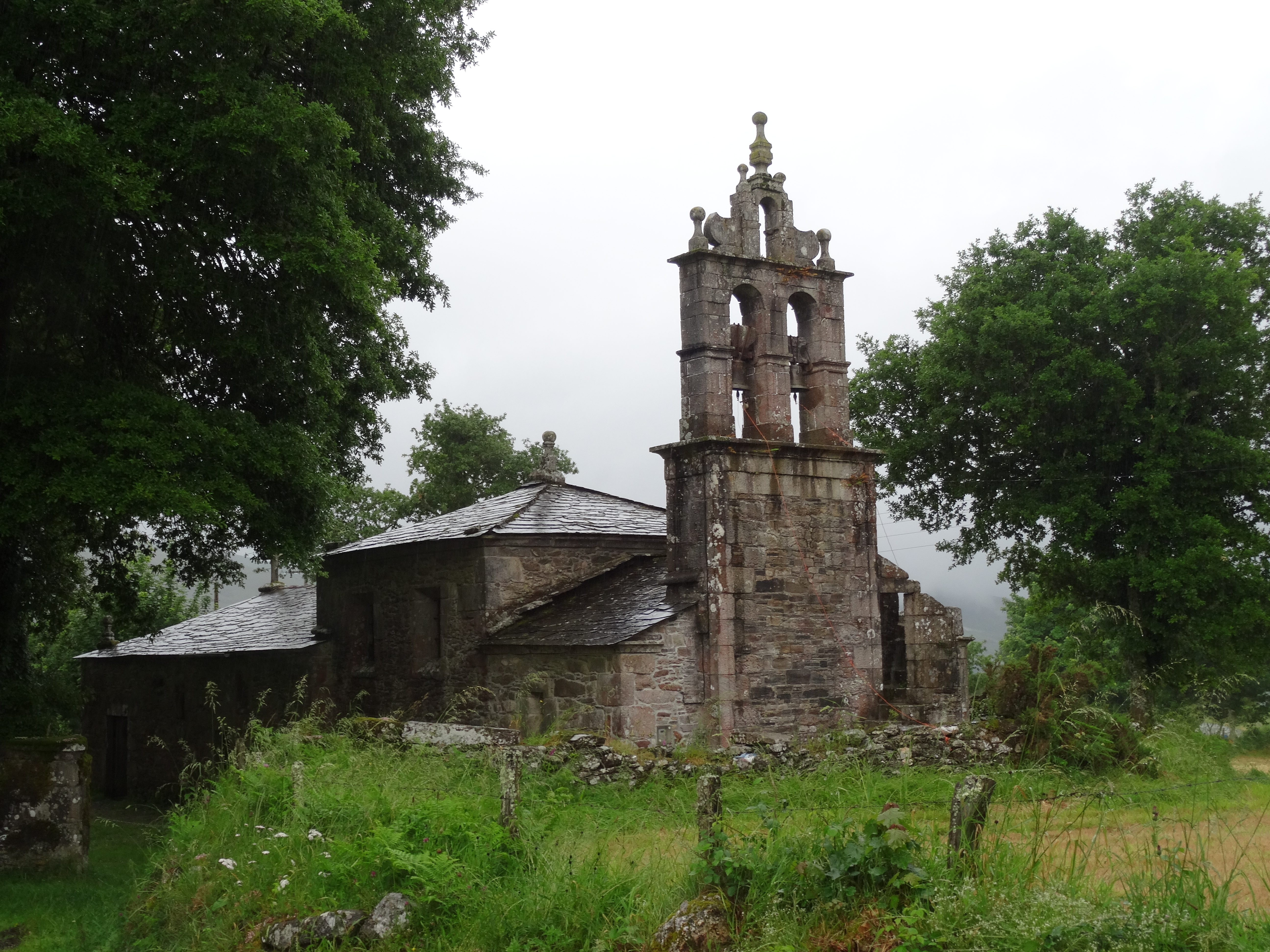
Fachada Iglesia de A Balsa

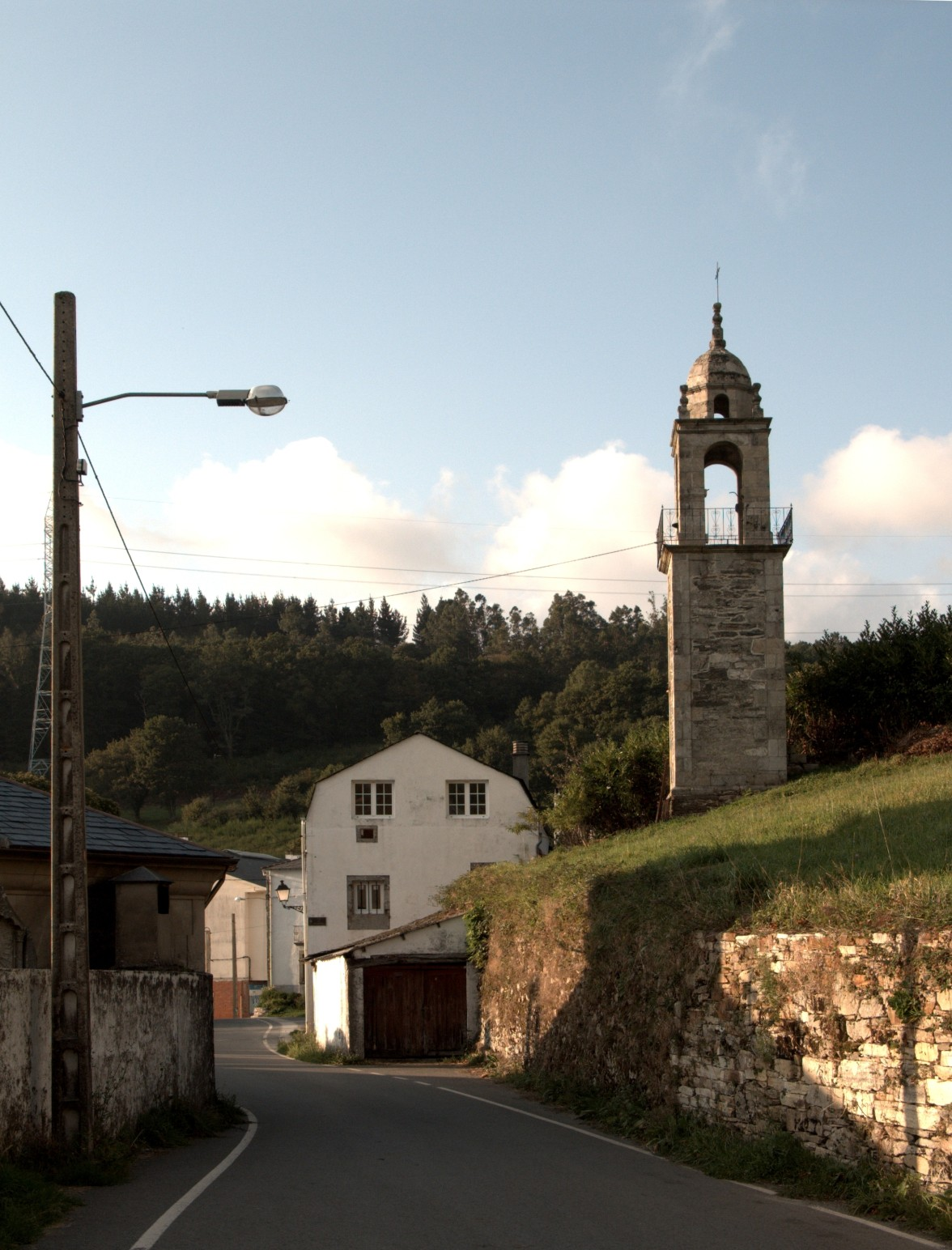
Campanario de la Iglesia de Muras

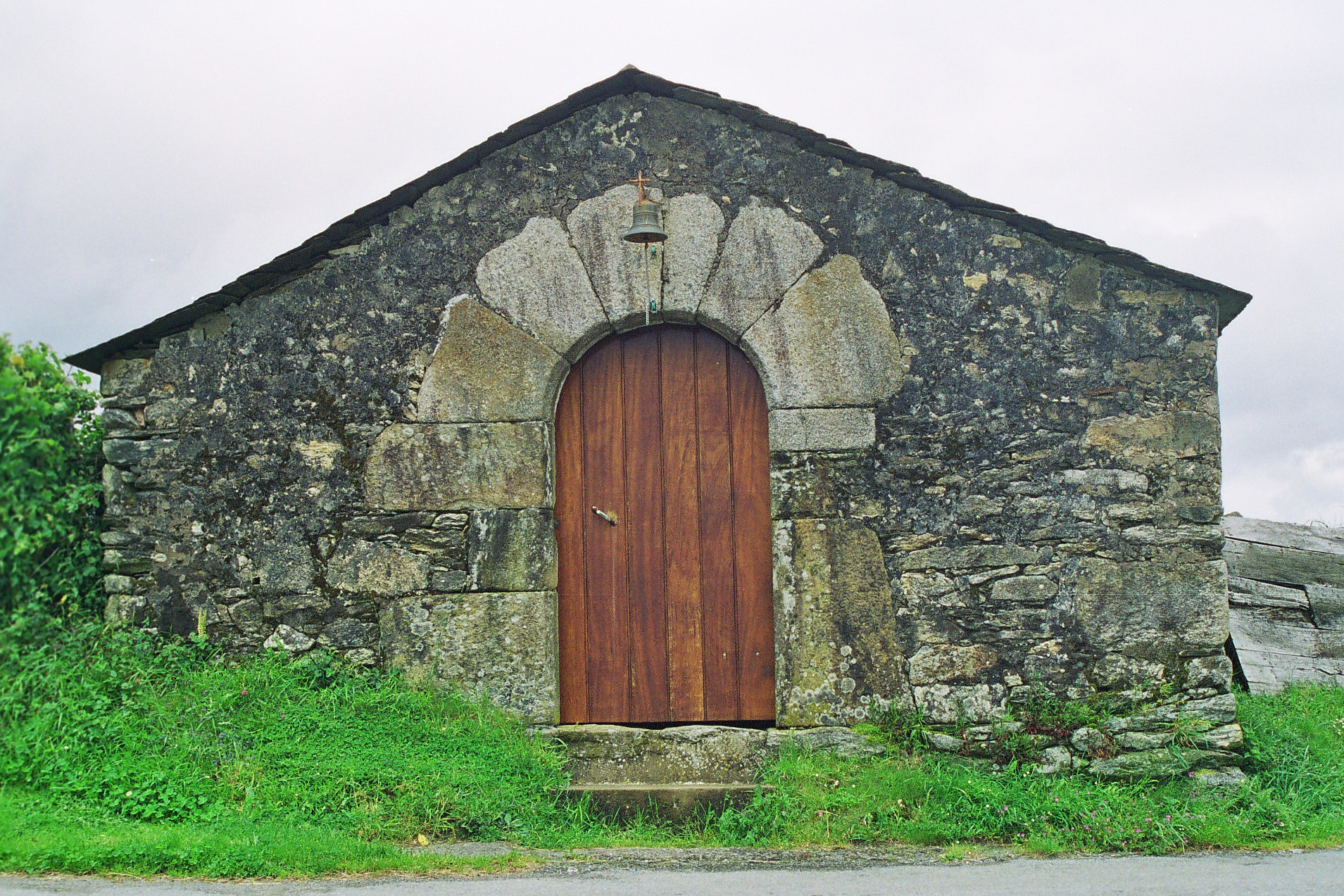
Capilla de As Cuiñas

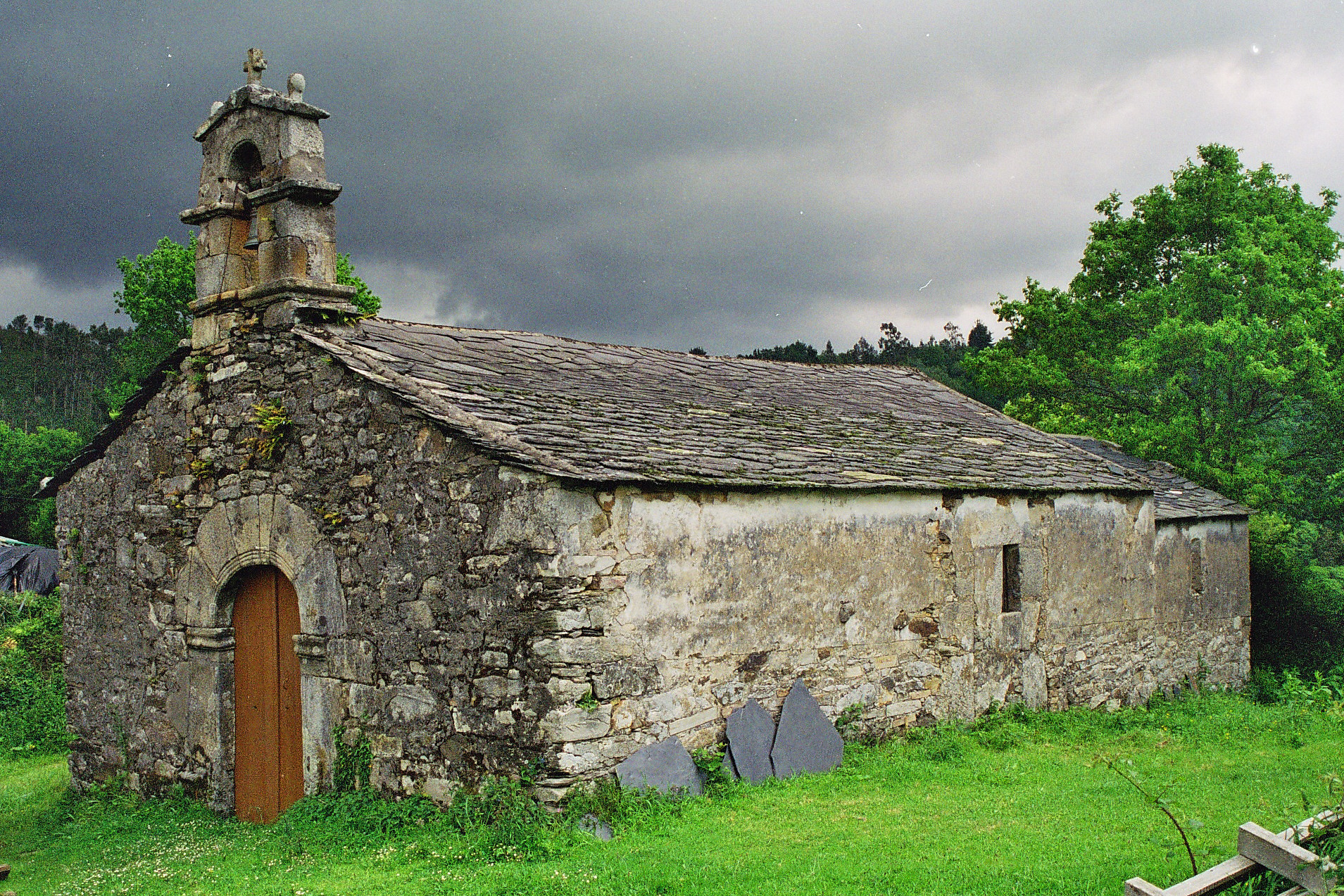
Capilla de Santa Cruz de Seilán

#### Santa María de O Burgo
Parte del edificio fecha del s. XVIII aunque no es fácil fijar la época exacta debido a las muchas reformas modernas. 
La Nave cubierta a dos aguas sobre armaduras de madera. Frontis de puerta adintelada.
En su interior cuenta de un presbiterio amplio y más elevado en cuanto a nave, la sacristía tiene un arco triunfal. Tiene tres retablos, el Mayor salomónico, los laterales neoclásico y salomónico. Todos del siglo XVIII. La cruz parroquial fecha de 1612.

#### Capilla de San José de Carelle
Sencilla construcción de piedra, con un arco en el cuerpo inferior y otro en el cimacio, finalizado con una cruz metálica. Pintada de blanco y un marco azul intenso que bordea la puerta y la campana.

#### Capilla de Santa Cruz de Seilán
Capilla de planta rectangular sin ábside. Presumiblemente de él s. XII.
Potente arco de medio punto sobre la entrada y sencilla espadaña de un solo arco, posiblemente posterior, terminada en una sencilla cruz.
Techo de pizarra a dos aguas sobre estructura de madera.

#### San Julián da Irixoa
Iglesia del siglo XVII con reformas en el XVIII. 
Consta de una única nave rectangular a dos aguas cubierta con un falso techo, y una espadaña sobre muro, de dos senos.
El Presbiterio más alto y pequeño que la nave, a cuatro aguas. También con un falso techo, y sacristía en el lateral.
En su interior tiene un retablo mayor de tendencia neoclásica con decoración de 1879. Conserva una cruz procesional del s. XVIII

#### San Pedro de Muras
Iglesia construida a finales del s. XVII parece que sobre un templo anterior del s. XII. Es de planta de cruz latina enmarcada en un rectángulo, fabricada con mampostería de loseta y granito en los arcos y partes nobles, con cubierta de loseta. Consta de tres naves separadas por arcos de medio punto que arrancan de pilares rectangulares. Fachada con puerta circular que corresponde a cada una de las naves, coronada por un frontón recto con un diminuto campanil. La torre del campanario (que data de 1846) se encuentra situada a 100 m de la iglesia en un pequeño altozano, siendo de planta cuadrada y de tres cuerpos, de estilo barroco. En el interior del templo destaca la inscripción de uno de los muros que hace referencia a su fecha de construcción en 1678, así como el retablo mayor del siglo XVIII, y otros dos retablos del XVII y XVIII, con esculturas de diferente época.
Alberga en su interior una cruz de plata de principios del s. XVII.

#### Capilla de Nuestra Señora del Rosario, Casateita
Construcción con porche de entrada y finalizada en una cruz de piedra, con pequeña espadaña de reciente construcción.

#### Capilla de Santo Domingo das Cuiñas
Capilla de planta rectangular con un arco de medio punto sobre la entrada. Con una sencilla cruz de piedra.

#### Ermita de San Antonio da Xestosa
Ermita de planta rectangular sin ábside, y espadaña de uno solo arco, posiblemente posterior finalizada por una pequeña Cruz. Techo de pizarra a dos aguas.

#### San Esteban de Silán
Iglesia parroquial con inscripción en el dintel de la puerta principal alusiva la construcción o reedificación del templo en el año 1750.
De planta rectangular, y cubierta a dos aguas. Puerta lateral adintelada con la cruz de Malta en su dintel. Espadaña de dos senos datada del 1859.

#### Capilla de San Tirso
Capilla de planta rectangular sin ábside. Consta de un arco de medio punto en la entrada y una espadaña de un solo arco que finaliza en una pequeña cruz.
En el dintel hay la siguiente inscripción: “ESTA OBRA SE REDIFICO SIENDO CURA DN. BPM DE SOTO CORDERO 1791”
En el interior hay un retablo popular de columnas con estrías verticales y cabezas de ángeles en el friso, y la siguiente inscripción: “ESTE ALTAR SE PINTÓ EN ÉL CORDERO DE 1879/SIENDO CVRA D. MANUEL CASTRO”.

#### Santa María de O Viveiró
Iglesia que presenta dos naves, una de ellas de obra posterior, unida la nave central por tres arcos de medio punto. La nave principal tiene una cubierta a dos aguas. La espadaña consta de dos senos y cimacio, y sobre la puerta lateral la siguiente inscripción: “REEDIFICOSE 1750” “RENOVOSE 1840”
En un lateral, consta de otra espadaña con un solo arco finalizada con una cruz de piedra.

#### Capilla de San Brais, Pereiro
Edificación de planta rectangular, con un pequeño campanario en forma de arco finalizado con una cruz metálica.

### Cruceros
Paseando por el municipio de Muras, podemos encontrarnos con cualquiera de los 117 cruceros inventariados, dispersos por los cruces de caminos, cerca de las iglesias y capillas. Construidos algunos, como ofrendas, otros para cristianizar lugares de culto indoeuropeo anterior al cristianismo, los hay que marcan la división entre parroquias, y otros para recordar muertes violentas o personas que no se podían enterrar en zona sagrada.

## Espacios Naturales

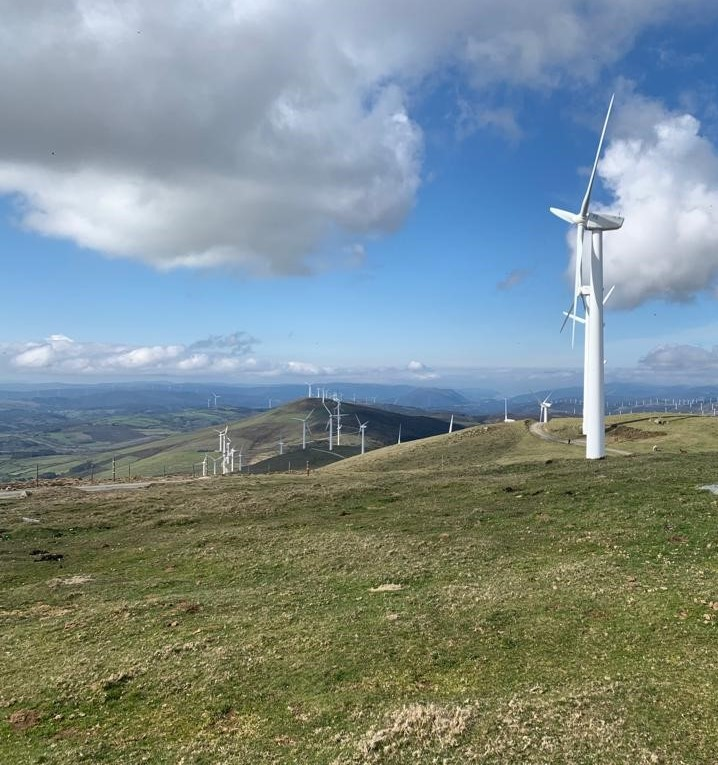
Alto de O Xistral

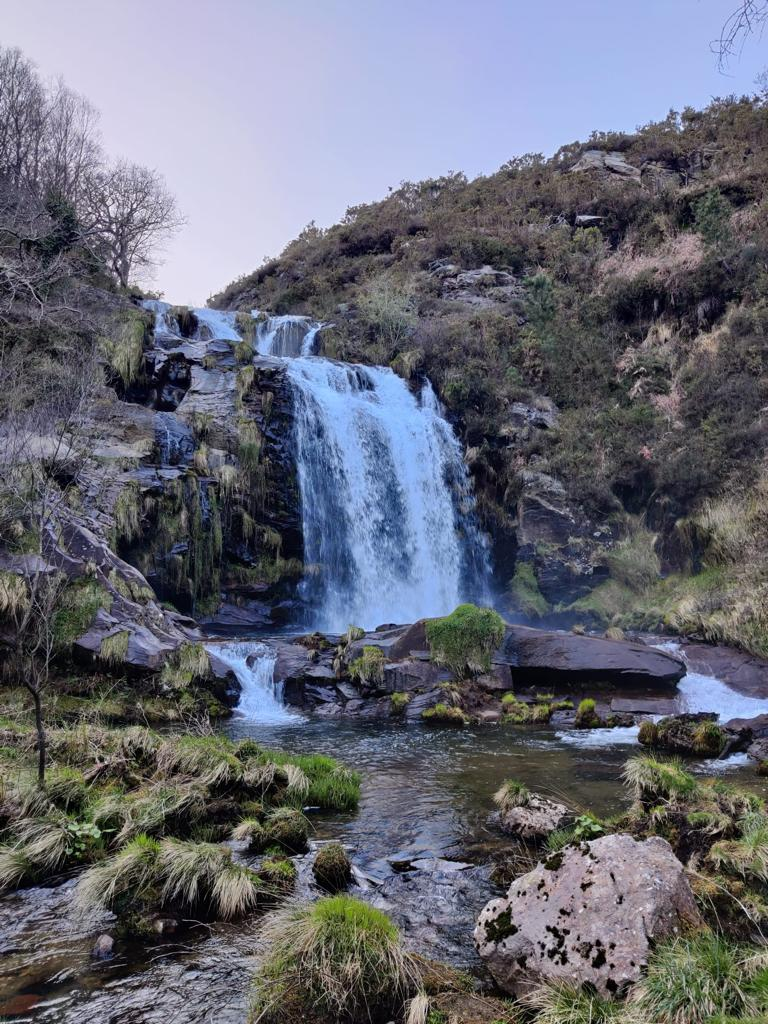
Cascada de A Xestosa

### El entorno
Formamos parte de la Reserva de la Biosfera “Tierras del Miño”, y el paisaje es uno de nuestros mayores patrimonios.
Estamos rodeados de ríos y montes. Disfrutamos de dos espacios naturales protegidos: la Sierra del Gistral en el extremo oriental, y las riberas del río Sor en el sector occidental. El río Eume forma el límite meridional.

### Sierra del Gistral
Espacio natural protegido perteneciente a la Red Natura 2000.
Nadie que recorra nuestras verdes cumbres batidas por el viento, queda indiferente. Al implacable paisaje del Xistral se une la visión de caballos salvajes en libertad de la raza de caballo gallego e hispano-bretona. En las tierras montañosas de O Guriscado y A Curruxeira que llevan hasta Viveiró, el paisaje se vuelve cada vez más frondoso, con carballos, castaños y abedules. Entre nuestra fauna hay aves rapaces como el aguilucho cenizo y el ratonero; y mamíferos como el lobo, el jabalí, el zorro y el corzo.
Desde el puerto de La Gañidoira (737 m), las vistas del macizo muestran los montes de A Xestosa, Guriscado, O Chao, Coruxeira, Lebureiro, O Cadramón y Pena do Seixo.

#### Alto del Gistral
Es uno de los puntos más altos de Muras (1032m); desde él se pueden ver Villalba y la comarca de Tierra Llana al sur, al oeste queda Puentes de García Rodríguez, de cuya central térmica es visible la chimenea, el Valle de Viveiro y los altos de A Curuxeira, Xestosa y el mirador de Goía. Al norte puede verse el mar y la Ría de Viveiro

### Cascada de A Xestosa
Hermosa cascada que hace de límite natural entre el municipio de Orol y el municipio de Muras. 

### Mirador de Campelas de Auga
Situado en uno de los primeros parques eólicos del municipio, conocido también con el nombre de Mirador de Ambosores. Tiene fácil acceso a través de una pista de servicio desde la carretera Muras-Ambosores

### Mirador de Goía
Este mirador pertenece al municipio de Germade, y linda con el municipio de Muras. Dispone de una zona de descanso con merenderos.
Desde Muras siempre es visible, haciendo de estrella polar en caso de pérdida, marcando el sureste.

### La Tierra de los Tres Ríos
Tenemos uno de los mejores ecosistemas fluviales de Europa, nos rodean tres ríos y arroyos llenos de truchas: Landro, río Eume  y Sor. A su alrededor docenas de rincones y caminos conocidos y por descubrir.
1. Río Eume. Discurre 49 kilómetros salvaje y libre en muchos tramos. En sus aguas viven reos, truchas, anguilas y algunos ejemplares de salmón atlántico. En las orillas habita el martín pescador, la garza real, el gavilán, el azor y el halcón abejero. Y no es raro encontrar nutrias. El bosque de ribera original, en las zonas más inaccesibles, está lleno de robles y sauces.
2. Río Sor. Espacio Natural Protegido.Está considerado el uno de los ríos más bellos de Galicia: plagado de senderos, zonas de pesca, rápidos y cascadas, tramos bien conservados, pequeñas fragas y bosques de ribera en un trazado montañoso. Nace en Muras y se encuentra con el mar en O Barqueiro tras casi 50 kilómetros. Hace de frontera entre las provincias de A Coruña y Lugo .
3. Río Landro. De los tres ríos es quizás el más ajeno a visitas. Muy caudaloso nace en la vertiente occidental de O Xistral y, a lo largo de 31 kilómetros, va recogiendo las aguas de 16 afluentes. Es uno de los escasísimos ríos de Galicia donde pescar salmón atlántico, además de especies más habituales como reo y trucha. La fauna que vive alrededor incluye aves rapaces, ranas, tritóns, víboras nutrias, martas y cientos de pájaros.

Cruzando estos ríos, podemos encontrarnos con hermosos puentes de madera y piedra como: Ponte Histórico de O Burgo, Ponte Bermuz o el puente de Saamil

### Rutas de Senderismo
Perderse por las orillas de sus ríos, ascender a sus montes destacados como O Guriscado (928m), Montouto (805m), Bustelo (757m), A Coruxeira y el Xistral (1032m), entre caballos y ganado en libertad en un paisaje cambiante que en dirección a O Viveiró se va volviendo más frondoso( con robles, castaños y abedules), es todo un espectáculo visual y natural.
Disponemos de dos rutas oficiales:

#### Ruta A Veiga - Carelle
Es una ruta de 8,5km que se inicia en el Área recreativa A Veiga hasta el complejo de la Aldea Etnográfica. Se Subdivide en tres tramos: Ruta de A Fraga, dificultad media; Ruta del Río, de dificultad media, y Ruta de Carelle, de dificultad media-baja.

#### Ruta de O Rego de Coruxos
Ruta de 9,5km que se puede hacer en unas 3 horas y media. De trazado circular.

## Municipio Starlight
Muras ha sido certificado como Municipio Starlight en diciembre de 2020, por la Fundación Starlight (https://fundacionstarlight.org/contenido/44-historia.html) ya que la limpieza de los cielos y las inmejorables condiciones de visión hacen que sean de los escasísimos espacios gallegos que cuentan con el sello; En Galicia están también Pena Trevinca y el  Parque Nacional de las Islas Atlánticas.
Desde al ayuntamiento se comenzó a trabajar en conseguirlo desde 2018, conscientes de disponer de un enclave que reúne excelentes condiciones para los aficionados y amantes de la astronomía. Se realizan periódicamente acampadas nocturnas  y talleres de Astrofotografía  para todos los públicos. Una de las mejores experiencias que se pueden vivir en nuestra naturaleza. Rodeados de valles y montes de casi mil metros; sólo dependemos del tiempo, pero cuando el cielo está despejado el espectáculo está garantizado. 
El Sello Starlight no sólo acredita la gran visibilidad que puedes tener del firmamento, sino también representa un ejemplo de protección y conservación del patrimonio cultural y científico basado en los principios recogidos en la “Declaración sobre la Defensa del Cielo Nocturno y el Derecho a la luz de las Estrellas” (https://fundacionstarlight.org/docs/files/32_declaracion-sobre-la-defensa-del-cielo-nocturno.pdf). 

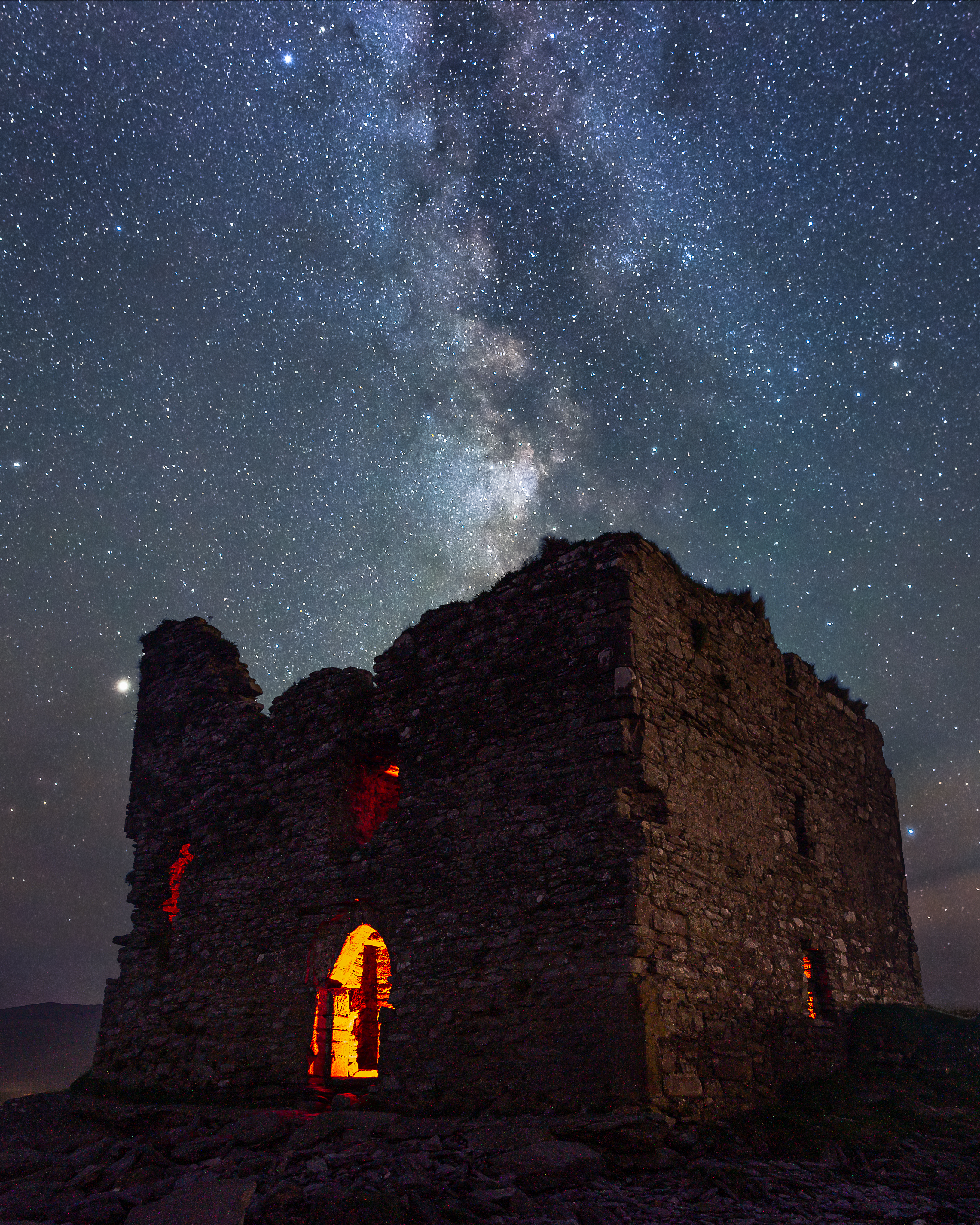

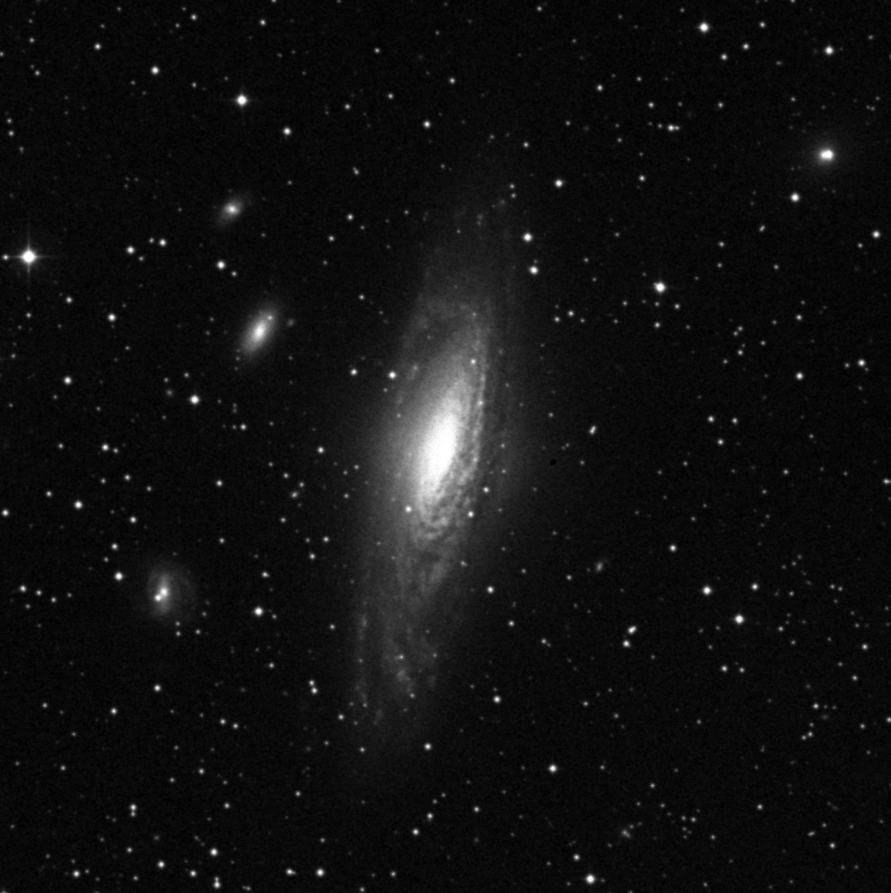
NGC7331

Constelación Pegasus